# Benjamin Thorne
Benjamin Thorne, född 19 mars 1993, är en friidrottare från Kanada. Han deltog vid olympiska sommarspelen 2016.